# Бунт (фільм, 1913)
«Бунт» (англ. The Riot) — американська короткометражна кінокомедія Мака Сеннета 1913 року з Роско Арбаклом в головній ролі.

## Сюжет
Коли дівчина з доставки одягу втрачає декілька суконь в ірландських нетрях, її бос, єврейський кравець, починає лютувати.

## У ролях
- Роско ’Товстун’ Арбакл — Коен — лідер єврейського району
- Мейбл Норманд — Мейбл — дівчина з доставки
- Чарльз Інслі — лідер ірландського району
- Еліс Девенпорт — дружина ірландського лідера
- Чарльз Ейвері — ірландець
- Біллі Джейкобс — один з сусідських дітей
- Гордон Гріффіт — один з сусідських дітей